# Зернолуск болівійський
Зернолу́ск болівійський (Pseudosaltator rufiventris) — вид горобцеподібних птахів родини саякових (Thraupidae). Мешкає в Болівії і Аргентині. Раніше цей вид відносили до роду Зернолуск (Saltator), однак за результатами низки молекулярно-філогенетичних досліджень він був переведений до новоствореного монотипового роду Болівійський зернолуск (Pseudosaltator).

## Опис

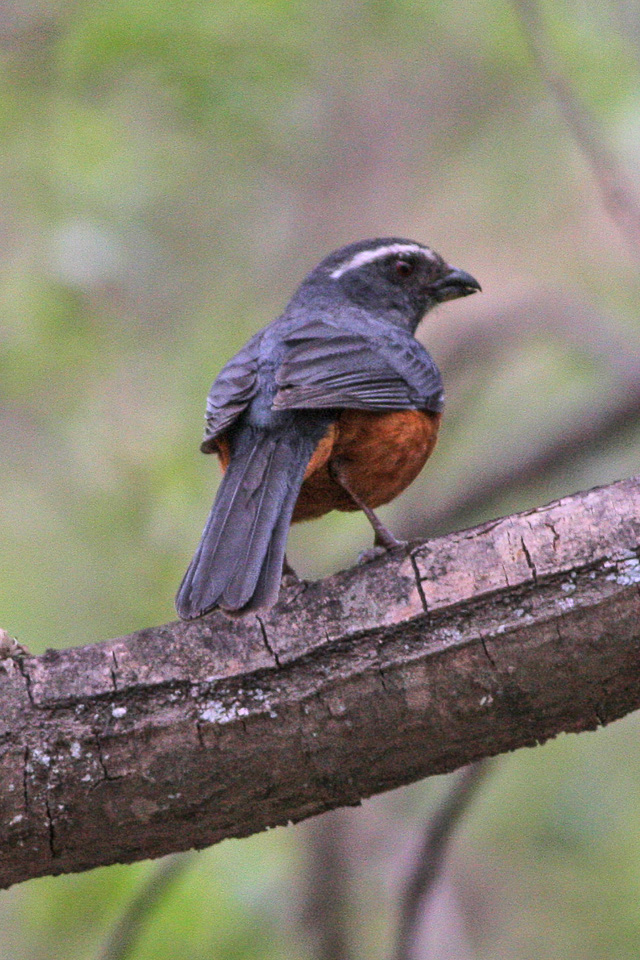
Болівійський зернолуск

Довжина птаха становить 22 см. Голова, верхня частина тіла, горло і верхня частина грудей сизі, крила і хвіст більш тьмяні. Нижня частина грудей і живіт руді. Над очима помітні білі "брови". Дзьоб міцний, темний. Райдужки у самців червоні, у самиць бурштинові. Самиці мають дещо менш яскраве і менш сизе забарвлення, ніж самці.

## Поширення і екологія
Болівійські зернолуски мешкають на східних схилах Анд в Болівії і північно-західній Аргентині (Жужуй, Сальта). Вони живуть у високогірних чагарникових заростях та в гірських тропічних лісах Polylepis і Alnus. Зустрічаються на висоті від 2500 до 4000 м над рівнем моря. Живляться плодами Berberis і Heteromelas та ягодами омели.